# بیت نعم (یمن)
 بیت نعم  روستایی است در بالای (وادی ضمر)، شمال شرقی صنعا، بمسافت ۱۱ کیلومتر، از توابع استان صَنعاء در کشور یمن در شبه جزیره عربستان. 
جمعیت آن ۲۰۰ نفر (۹ خانوار) می‌باشد.